# Andeca
Andeca was koning van Galicië (584-585) en behoorde tot de Germaanse stam der Sueven. Hij gooide Eboric de zoon van koning Miro in het klooster en nam zijn weduwe (Eborics moeder), Siseguntia, als vrouw. Hij werd uitgeroepen tot koning door de adel. De Visigotische koning Leovigild gebruikte de afzetting van Eboric als excuus om het land binnen te vallen. Leovigild zette Andeca af en stuurde hem naar een klooster. 
In 585 begon Malarik nog een opstand tegen de Visigotische machthebbers, maar hij werd verslagen door het leger van Leovigild. Zo gingen de Sueven op in het Visigotische koninkrijk.